# 아사토역
아사토역(일본어: 安里駅 아사토에키[*])는 일본 오키나와현 나하시에 있는 모노레일 철도역이다.

## 역사
- 2003년 8월 10일 : 개업.

## 역 구조
섬식 승강장 1면 2선의 고가역이다. 개찰 내에는 계단과 엘리베이터가 설치되어 승강장과 대합실이 연결되어 있다.

### 승강장
| 번호 | 노선                        | 행선                |
| ---- | --------------------------- | ------------------- |
| 1    | ■ 오키나와 도시 모노레일 선 | 데다코우라니시 방면 |
| 2    | ■ 오키나와 도시 모노레일 선 | 나하공항 방면       |

## 주변 시설
역 주위에는 쓰보야 야키에 관한 시설 및 공방 등이 많다.
- 사카에초 시장
  - 마에지마 아트 센터
- 쓰보야 야치다도리
- 나하 시립 쓰보야 도자기 박물관
- 사카에초 리우자(슈퍼 마켓)
- 나하 시립 마와시 중학교
- 나하 시립 다이도 초등학교
- 다이도 우체국
- 오키나와 은행 다이도 지점
- 국도 제330호선

## 인접 정차역
| 오키나와 도시 모노레일 선 | 오키나와 도시 모노레일 선 | 오키나와 도시 모노레일 선      |
| ------------------------- | ------------------------- | ------------------------------ |
| 마키시 나하공항 방면      | 일반 열차                 | 오모로마치 데다코우라니시 방면 |